# Chenanisaurus
Chenanisaurus – rodzaj wymarłego dinozaura, teropoda z rodziny abelizaurów.
Skamieniałości nieznanego zwierzęcia znaleziono w Maroku. Tam wśród fosforanowych skał z Sidi Chennane z Ouled Abdoun Basin powstałych pod koniec mastrychtu znaleziono w odległości 20 km od siebie kość zębową z zachowanymi trzema koronami zęba i czterema korzeniami oraz izolowany ząb. Wśród tych skał znajdowano już wcześniej zęby teropodów z grupy abelizaurów. Opisywali je w 2005 Buffetaut i inni. Badania powyższego znaleziska wskazały, że również chodzi o pozostałości zwierzęcia z rodziny Abelisauridae należącej do ceratozaurów, obejmującej szczytowe drapieżniki ekosystemów Gondwany. Dotychczas jednak nie znane były bardziej kompletne szczątki Abelisauridae z Afryki Północnej z samego końca kredy.
Nowy rodzaj otrzymał od swych odkrywców nazwę Chenanisaurus. Nazwę rodzajową ukuto od nazwy miejsca znalezienia skamieniałości, Sidi Chennane, do której dołączono greckie słowo sauros oznaczające jaszczura. W obrębie rodzaju wyróżniono gatunek Chenanisaurus barbaricus. Epitet gatunkowy odnosi się do Barberii, historycznej nazwy, jaką określano niegdyś tereny Maroka i północno-zachodniego wybrzeża Afryki. Może też to słowo oznaczać dziki lub barbarzyński.
Jako holotyp wskazano wspomnianą niekompletną kość zębową. Skatalogowano ją jako OCP DEK-GE 772. Jako cechy diagnostyczne nowego rodzaju Longrich i inni podali głęboką żuchwę, zgiętą bocznie kość zębową, z wyżłobieniem po boku i otworami leżącymi wysoko na kości zębowej, o brzegu przednio-grzbietowym zgiętym ku dołowi przy patrzeniu z boku, o dobrze rozwiniętym spojeniu z przednim brzegiem pionowym i o szerokim koniuszku żuchwy z rozwartym kątem między kośćmi zębowymi.
Pomimo fragmentaryczności znaleziska przeprowadzono analizę filogenetyczną. Wskazała ona miejsce Chenanisaurus na drzewie rodowym Abelisauridae wśród bardziej bazalnych przedstawicieli, podobne miejsce zajmują jeszcze dwa rodzaje Rugops i Genyodectes. Na przedstawionym przez autorów kladogramie widać, że oba te rodzaje są mniej zaawansowane ewolucyjnie od Chenanisaurus.